# Arnulf Herrmann
Arnulf Herrmann   (Heidelberg, 12 de desembre de 1968) és un compositor alemany.
Després d'estudiar piano amb Gernot Sieber al Conservatori Richard Strauss de Múnic es va inscriure a la Musikhochschule Dresden, on va estudiar composició amb Wilfried Krätzschmar i piano amb Arkadi Zenzipér. De 1995 a 1996 va ser alumne de Gérard Grisey i Emmanuel Nunes al Conservatoire de París (CNSMDP), després de la qual va completar la seva formació amb Hartmut Fladt i Jörg Mainka (teoria) i amb Friedrich Goldmann, Gösta Neuwirth i Hanspeter Kyburza la Universität der Künste de Berlín.
Els seus premis inclouen el premi Hanns Eisler Composition (2001), el premi de composició de Stuttgart (2003) i la Tribuna internacional dels compositors (per Terzenseele, 2006). El 2008 va ser guardonat amb el Förderpreis Musik (del Kunstpreis Berlín) i una beca per a la Villa Massimo de Roma. El 2010 va rebre el premi dels compositors Premi Ernst von Siemens.
La seva primera òpera, Wasser, amb paraules de Nico Bleutge, es va estrenar mundialment a la Biennal de Múnic de 2012 en una coproducció amb l'Òpera de Frankfurt. Es va realitzar un fragment del "Wittener Tage" per a "Neue Kammermusik" del 2011, amb la soprano Claron McFadden i el tenor Sebastian Hübner, i l'"Ensemble Modern", dirigit per Johannes Kalitzke.
La seva segona òpera, Der Mieter, es va estrenar el 2017 a l'Òpera de Frankfurt, dirigida per Johannes Erath i també dirigida per Kazushi Ono. L'òpera es basa en la novel·la Le locataire chimérique de Roland Topor, que va ser portada al cinema com El quimèric inquilí (The Tenant) per Roman Polanski.
Herrmann ensenya composició, anàlisi i orquestració a la "Hochschule für Musik Hanns Eisler", de Berlín.